# Kyselina trichloroctová
Kyselina trichloroctová je chemická sloučenina s chemickým vzorcem CCl3CO2H. K této karboxylové kyselině jsou navázány tři velmi elektronegativní atomy chlóru. Kyselina je derivátem kyseliny octové, kdy tři vodíkové atomy v methylové skupině jsou nahrazeny atomy chloru.
Připravuje se reakcí kyseliny octové s chlórem za použití vhodného katalyzátoru.
CH3COOH + 3Cl2 → CCl3COOH + 3HCl
Je široce využívána v biochemii ke srážení (precipitaci) makromolekul, jako proteiny, DNA, RNA a podobně. Její sodná sůl je používána jako herbicid.